# Orfeo Pizzoferrato
Orfeo Pizzoferrato (Pescina, província de L'Aquila, 19 de gener de 1951) va ser un ciclista italià que s'especialitzà en la pista. Com amateur va guanyar dues medalles al Campionat del món de persecució. Va participar en els Jocs Olímpics de 1976.
El seu germà Lino i el seu fill Claudio també es van dedicar al ciclisme.

## Palmarès en pista
- 1974
  -  Campió d'Itàlia amateur en persecució
- 1975
  - Medalla d'or als Jocs del Mediterrani en persecució
  -  Campió d'Itàlia amateur en persecució
- 1976
  -  Campió d'Itàlia amateur en persecució
- 1978
  -  Campió d'Itàlia amateur en persecució
  -  Campió d'Itàlia amateur en persecució per equips
- 1980
  -  Campió d'Itàlia amateur en persecució

## Palmarès en ruta
- 1975
  - 1r a la Coppa San Geo
- 1976
  -  Campió d'Itàlia amateur en contrarellotge
- 1977
  - Vencedor d'una etapa a la Setmana Ciclista Bergamasca
- 1978
  -  Campió d'Itàlia amateur en contrarellotge
  - Vencedor d'una etapa a la Setmana Ciclista Bergamasca
  - Vencedor d'una etapa al Giro de la Vall d'Aosta